# Pacienta tăcută
Pacienta tăcută (titlu original The Silent Patient) este un roman de tip thriller psihologic publicat în 2019 și scris de britanico-cipriotul Alex Michaelides. Este romanul său de debut și a fost publicat de Celadon Books, divizie a Macmillan Publishers, pe 5 februarie 2019. Versiunea audio, lansată la aceeași dată, este narată de Louise Brealey și Jack Hawkins. Povestea este prezentată din perspectiva unui psihoterapeut englez, Theo Faber, care preia cazul pacientei Alicia Berenson, ce refuză să vorbească după ce și-a omorât soțul. După lansare, cartea a debutat pe locul 1 în lista The New York Times Best Seller. A câștigat ulterior Premiul Goodreads Choice 2019 la categoria Mister și Thriller.

## Rezumat
Alicia Berenson, o pictoriță faimoasă, este găsită vinovată de uciderea soțului ei, fotograful Gabriel Berenson. Datorită pledării de responsabilitate redusă, ea este plasată într-o instituție psihiatrică, numită Grove. Theo Faber, un psihoterapeut criminalist interesat de cazul Berenson, aplică cu succes pentru o poziție la Grove. La cererea expresă a sa, el se ocupă de cazul Aliciei, care nu a scos niciun cuvânt din ziua crimei. Cu toate că rămâne complet mută pe parcursul sesiunilor de terapie, Alicia îi dăruiește lui Theo jurnalul ei. În acesta, ea descrie cum se simțea urmărită în casa sa de un om mascat, în săptămânile premergătoare crimei.
Pentru a afla mai multe despre Alicia, Theo îl contactează pe vărul ei. El povestește despre un incident din copilărila lor, care a avut loc la puțin timp după suicidul mamei ei. Tatăl Aliciei, jelind după soția sa, exprimă cu voce tare cum și-ar fi dorit ca Alicia sa îi fi fost luată în locul soției sale. Theo înțelege că acest eveniment a avut un impact major asupra psihicului ei. El îi aduce aminte de acest aspect, ceea ce o face să vorbească. Ea îi spune că, de fapt, omul mascat a intrat în casă și a sechestrat-o pe ea, după care l-a omorât pe Gabriel.
Este dezvăluit că Theo era omul mascat. El a intrat prin efracția în casa Berenson și l-a confruntat pe Gabriel, care avea o aventură cu soția lui Theo. Amenințându-i cu arma, Theo i-a dat alegerea lui Gabriel să se salveze singur sau pe soția acestuia. El se alege pe sine însuși. Theo pleacă fără să omoare pe nimeni, dorind doar să expună egoismul lui Gabriel în fața Aliciei. Trădarea soțului îi amintește Aliciei de tatăl ei, ceea ce o face să îl omoare. La aflarea veștii, Theo a plănuit să o ajute pe Alicia să-și revină din traumă, devenind psihiatrul ei.
Când Alicia i-a spus lui Theo povestea parțial falsă despre omul mascat, el a realizat că ea îl recunoaște. El o induce în comă cu ajutorul unor medicamente. Fără ca Theo să știe, Alicia a scris acest lucru în jurnalul ei, înainte să-și piardă cunoștința. Jurnalul este găsit de poliție. Ei se duc acasă la Theo și încep să citească din jurnalul Aliciei, iar Theo se simte ușurat că a fost prins.

## Scriere
Scriitorul Michaelides, care este și scenarist, a spus despre romanul său de debut, „Mă simțeam foarte decepționat ca scenarist. Tot vedeam cum scenariile sunt ciopârțite în producție și această frustrarea m-a ajutat să mă apuc, într-un final, de scris un roman.”. El a rescris draftul de vreo 50 ori înainte de a-l finaliza. Tragedia ateniană Alcesta, a lui Euripide, a servit ca inspirație pentru poveste, în timp ce structura narativă a fost influențată de opera Agathei Christie.
Michaelides a decis să plaseze acțiunea romanului într-un spital psihiatric după ce a lucrat într-o astfel de instituție în timpul studenției sale.

## Primire
Romanul a fost primit pozitiv de către critici. The Independent a lăudat cartea pentru povestea, personajele și stilul său, scriind: "[cartea este] destul de energică pentru a garanta devorarea ei într-o zi ... scrisul este ascuțit și concis, fără detalii irelevante." The Guardian i-a lăudat "proza etanșă și succintă" și "construcția tensiunii până la deznodământul șocant". Deccan Herald l-a numit "o poveste inteligentă cu un studiu de personaj interesant și o lovitură finală care te lasă knockout." The Washington Post a lăudat povestea ca fiind "proaspătă" dar a criticat "clișeele horror, scenele repetitive și personajele de tip red herring." O altă recenzie negativă a venit din partea Kirkus Reviews, care au catalogat cartea ca fiind "neîndemânatică, născocită și absurdă ... și un final pe care cititorii pricepuți îl vor simți de la un kilometru distanță."